# Caghweri
Caghweri (gruz. წაღვერი) – osiedle typu miejskiego w Gruzji, w regionie Samcche-Dżawachetia, w gminie Bordżomi. W 2014 roku liczyło 799 mieszkańców.